# Bitka pri Torrence's Tavern

| campaignbox       = 
Bitka pri Torrence's Tavern (imenovana tudi Spopad pri Torrence's Tavern ali Bitka pri Tarrant's Tavern) je bil spopad med ameriško revolucionarno vojno, ki se je zgodil v zahodnem delu okrožja Rowan v Severni Karolini, približno 16 km vzhodno od reke Catawba blizu današnjega Mooresvilla v Severni Karolini v okrožju Iredell v Severni Karolini. Torrenceova gostilna je bila del večje južne kampanje ameriške revolucije, ki je v letih 1780–1781 vključevala vrsto spopadov med britansko vojsko in lojalistično milico ter kontinentalno vojsko in patriotsko milico v regiji Piedmont v Severni in Južni Karolini.
Spopad se je zgodil 1. ali 2. februarja 1781 takoj po bitki pri Cowan's Fordu. Enote pod poveljstvom polkovniak Banastre Tarletona so premagale sile generala Daniela Morgana pod ad hoc poveljstvom Nathaniela Martina. Zmaga je še dodatno demoralizirala bežeče milice in begunce ter zmanjšala število milic Severne Karoline, ki so se udeležile boja. General Nathanael Greene, poveljnik kontinentalne vojske na južnem prizorišču, je svoje sile premaknil dlje proti vzhodu. 
Čeprav je bila bitka majhna, je obramba Greeneovi glavni vojski rednih vojakov zagotovila nekaj dodatnega časa, da je brez nadlegovanja prečkala reko Yadkin v bližini Salisburyja v Severni Karolini, kar je tej sili omogočilo pregrupiranje in ponovno oskrbo pred bitko pri sodišču v Guilfordu ter da  je združil svojo vojsko z več ločenimi patriotskimi silami v Piedmontu.